# Новые Мстители (эпизод)
«Новые Мстители» (англ. New Avengers) — двадцать третий эпизод второго сезона американского мультсериала «Мстители: Величайшие герои Земли».

## Сюжет
Мстители приходят к Арк-реактору Старка, чтобы остановить Канга, который сделал из него машину времени. Злодей активирует его и стирает героев.
Ранее Тор и Соколиный глаз допрашивали его в камере. Время остановилось, и появились Канги из других временных линий. Их волновала угроза Мстителей, и они сделали исключение из клятвы, вмешавшись во время другого Канга. Они освободили его и вернули броню. Когда время пошло вновь, Канг телепортировался в неизвестном направлении, и Д.Ж.А.Р.В.И.С. сообщил Тони, что в его офисном здании нарушитель. Прибыв туда, Мстители пытаются одолеть Канга, но он активирует арк-реактор и стирает героев. Перед исчезновением Железный человек успевает приказать Д.Ж.А.Р.В.И.С.у активировать протокол «Новые Мстители». Человек-паук замечает в городе странное происходящее. Железный Кулак сражается с ниндзя, пока его его друг Люк Кейдж не напрягается. Последний не хочет работать за бесплатно, но соглашается помочь, затем выставив Мстителям счёт. Военная машина сражается с роботом из будущего, а затем к нему на помощь приходит Существо. Человек-паук убегает от динозавров, и его выручает Росомаха, который рубит диких животных своими когтями.
Появляется голограмма Железного человека и сообщает, что Мстители мертвы. Старк просит этих героев занять их место. Они встречаются у «Stark Industries» и входят внутрь. Человек-паук рассказывает, что происходит, узнав от Д.Ж.А.Р.В.И.С.а, который загрузился в его голову через паучьи сенсоры. Новые Мстители находят Канга, и начинается битва. В ходе неё команда «спотыкается» друг об друга, действуя не слаженно. Злодей довольно легко их одолевает и выбрасывает на улицу. У Паука появляется идея, и тогда Военная машина отвлекает Канга, выталкивая его из комнаты с арк-реактором. Новые Мстители снова борются с Кангом, а Человек-паук проникает к арк-реактору и размышляет с Д.Ж.А.Р.В.И.С.ом, как остановить машину времени. Герои отвлекают злодея, и Питер Паркер решает вынуть батареи из агрегата, полагаясь на паучье чутьё. У него получается, и армия Канга из будущего и другие случайные гости возвращаются в своё время. Канг телепортируется к арк-реактору, но возвращаются настоящие Мстители. Человек-паук вынимает другую батарею из машины времени, и Канг исчезает. Старк радуется, что идея Новых Мстителей сработала. Затем Мстители разговаривают с Человеком-пауком и принимают его в команду в качестве члена резерва. Ему вручают карточку Мстителя, и Паук спрашивает, везде ли с ней дают скидки, и Тони думает, не поторопился ли.

## Отзывы
Джесс Шедин из IGN поставил эпизоду оценку 8,9 из 10 и написал, что «помимо Воителя, новый состав команды в этой серии состоял из персонажей из различных воплощений Новых Мстителей в комиксах». Он продолжил, что «это был необычный набор персонажей, что и сделало конфликт таким увлекательным», отметив, что «общая динамика была достаточно сильной». Критик похвалил работу Дрейка Белла и Стива Блума, которые озвучили Человека-паука и Росомаху соответственно. Рецензент посчитал, что «битва с ниндзя, динозаврами и пилотами Первой мировой войны» «была одной из самых развлекательных во всём мультсериале».
Screen Rant поставил серию на 3 место в топе лучших эпизодов мультсериала по версии IMDb, а CBR — на 6 место в таком же списке.